# Прескоттська обсерваторія
Прескоттська обсерваторія — приватна астрономічна обсерваторія, заснована в 1994 році поряд з містом Прескот, штат Аризона, США.

## Історія обсерваторії
Засновник обсерваторії — Paul G. Comba (1926 року народження), який майже кожен день протягом 6 років (1995–2001 роки) проводив астрометричні спостереження астероїдів. В результаті цього було опубліковано близько 15 тисяч положень астероїдів і зроблено понад 600 нових відкриттів малих планет. У середині 2010 Пауль продав свій будинок з обсерваторією новому власнику Matt Francis. Метт планує встановити 24-дюймовий телескоп і ще один сонячний телескоп, зробити обсерваторію автоматизованою і використовувати її в рамках освітніх проєктів для школярів.

## Інструменти обсерваторії
- 18-дюймовий рефлектор JMI (f / 4.5) (1994) + SBIG ST-8E (під 4.5-х метровим куполом)
- 10-дюймовий рефлектор (f / 4) рефлектор

## Напрями досліджень
- Астрометрія астероїдів
- Відкриття нових астероїдів

## Основні досягнення
- Відкрито 616 астероїдів з 1995 по 2003 роки[1].
- Опубліковано 14851 астрометричних вимірювань з 1994 по 2003 роки[2].